# Platygaster basi
Platygaster basi är en stekelart som beskrevs av Vlug 1995. Platygaster basi ingår i släktet Platygaster och familjen gallmyggesteklar. Inga underarter finns listade i Catalogue of Life.